# Hasta uttanasana

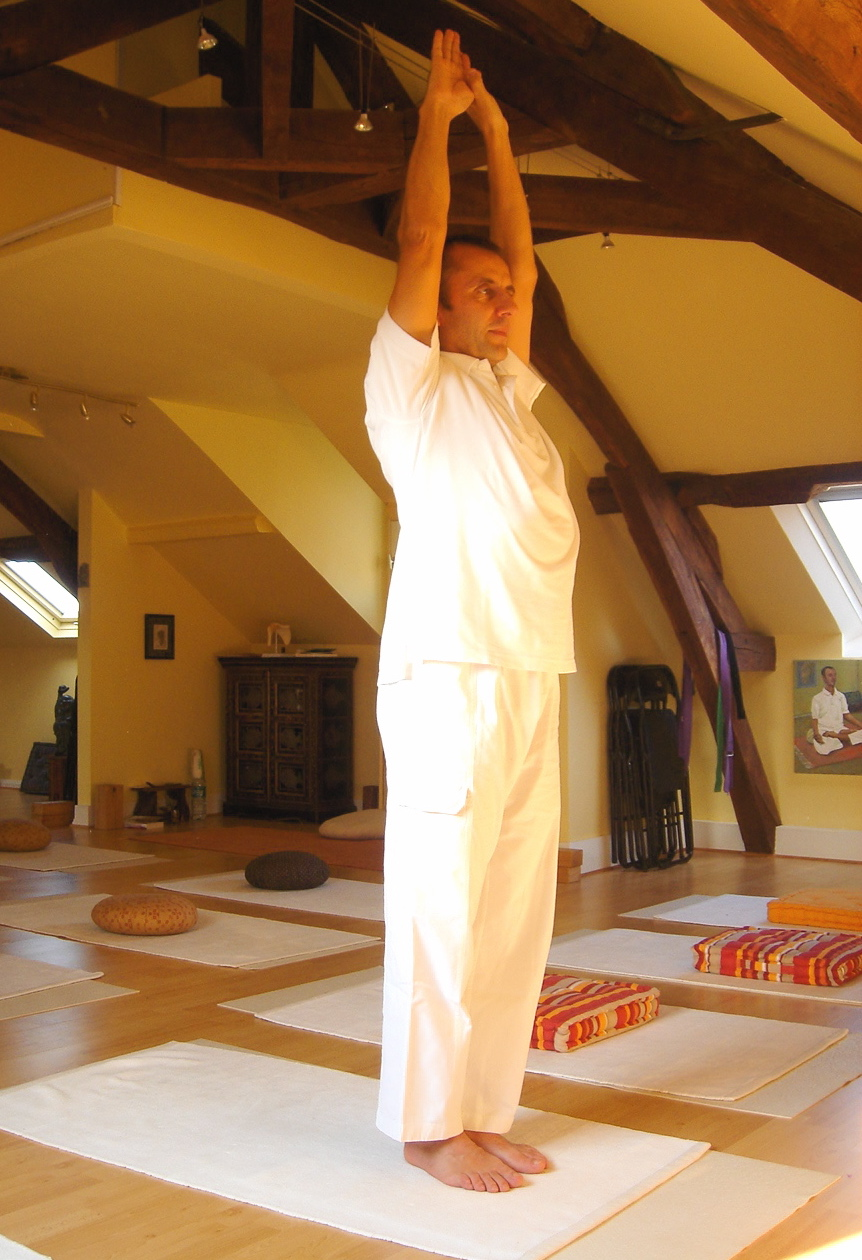
Intense Armstrekking
Hasta Uttanasana

Hasta Uttanasana (Sanskriet voor Intense Armstrekking), is een veelvoorkomende houding of asana. De Intense Armstrekking maakt deel uit van de Zonnegroet.
| Sanskriet | vertaling                   |
| hasta     | arm, hand                   |
| ut        | intens                      |
| tan       | strekken                    |
| uttana    | intense strekking           |
| asana     | houding (letterlijk: 'zit') |

## Beschrijving
De Intense Armstrekking is een staande houding die begint vanuit de Pranamasana (Bidhouding). De benen staan stevig en geaard op de grond. De knieën zijn iets gebogen, waardoor ze niet op slot dreigen te komen. De handpalmen liggen plat tegen elkaar aan in de Namasté. Strek de schouders opzij, zodat de spanning vermindert en laat ze ontspannen naar beneden zakken. De voeten staan iets van elkaar ter breedte van de schouders, parallel met de tenen vooruit. De rug is recht, wat veel mensen de indruk geeft dat ze iets met het bovenlichaam naar voren hangen.
Beweeg de handen in één ademhaling naar beneden in de Tadasana (Berghouding) en meteen door met rechte armen voor het gezicht langs, boven het hoofd en nog een iets verder naar achteren door, zodat er een achterwaartse strekking van de rug ontstaat.
Blijf in de taille ademen met de aandacht naar onderen gericht, in de richting van de stuit. Houd deze houding enkele ademhalingen vast.